# Art Center College of Design
O Art Center College of Design (geralmente chamado apenas de Art Center) é um college particular localizado em Pasadena, Califórnia, Estados Unidos da América. É creditada mundialmente como uma das instituições líderes em design gráfico e desenho industrial. O logo da instituição é um círculo laranja, conhecido como Art Center "Dot", o qual tem sido parte constituinte da identidade da escola desde seu início. O Art Center é particularmente conhecido por seu programa de design de automóveis, mas também se destaca em fotografia, publicidade, ilustração, belas artes e cinema, entre outras categorias. A instituição mantém dois campi em Pasadena, cuja arquite(c)tura é considerada notável.